# Штеховице
Штеховице (чеш. Štěchovice) — посёлок (местечко) и община в районе Прага-запад Среднечешского края Чехии, расположенный южнее Праги, между городами Пршибрам и Бенешов, на берегу Влтавы.

## История
Впервые Штеховице упоминается в булле Пржемысла Отакара I, в которой подтверждались права и привилегии Страговская монастыря, в том числе и на владению 24 деревнями, в числе которых упоминается Штеховице.
До Первой мировой войны Штеховице представлял собой шахтёрскую деревню, а после стал популярным курортом в Чехии, расположенным всего в 30 километрах от столицы. Штеховице уже более ста лет является одним из основных центров пароходного туризма по Влтаве (в 1865 году император Франц Иосиф выдал Пражскому пароходству лицензию на пароходное сообщение по Влтаве, и 25 августа первый чешский пароход «Прага» выплыл из Праги в Штеховице).
Посёлок Штеховице входит в одноимённую общину (общая площадь 14,28 км²), в составе которой так же две деревни: Тршебенице (чеш. Třebenice) и Масетшин (чеш. Masečín). Область была создана в 1850 году (в 1906 году Масетшин вышла из состава и была снова включена только в 1980 году).
На конец 2010 года в Штеховице насчитывалось 1712 человек.

## Достопримечательности

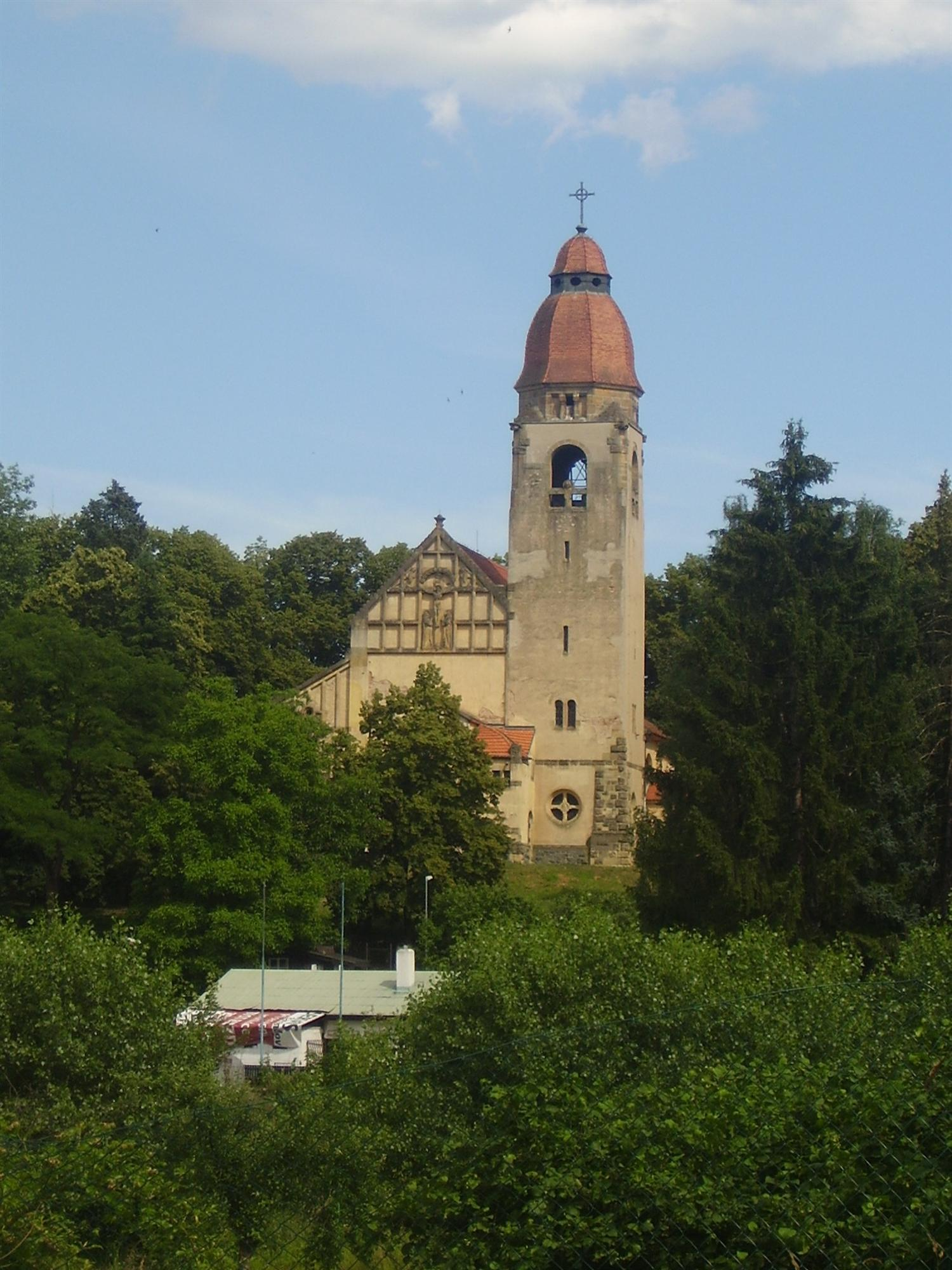
Костёл Яна Непомуцкого

К основным достопримечательностям Штеховице относятся:
- костёл св. Яна Непомуцкого (чеш. Kostel sv. Jana Nepomuckého), построенный между 1911 и 1915 годам по проекту архитектора Камила Гилберта (чеш. Kamil Hilbert)[12]. Костёл является одним из трёх в Чехии, построенных в стиле модерн[13].
- мост Эдварда Бенеша (чеш. Most Dr. Edvarda Beneše), соединяющий стороны реки Влтавы друг с другом и используемый для движения транспортных средств. Мост построен в период с 1937 по 1939 годы по проекту Милослава Клемента (чеш. Miloslav Klement) и был крупнейшим и первым мостом в Чехословакии с конструкцией из двух полых бетонных арок (пролёт — 114 метров)[14]. В 1946 году мост был назван именем доктора Эдварда Бенеша, а в конце 1965 года получил статус национального культурного памятника[15].

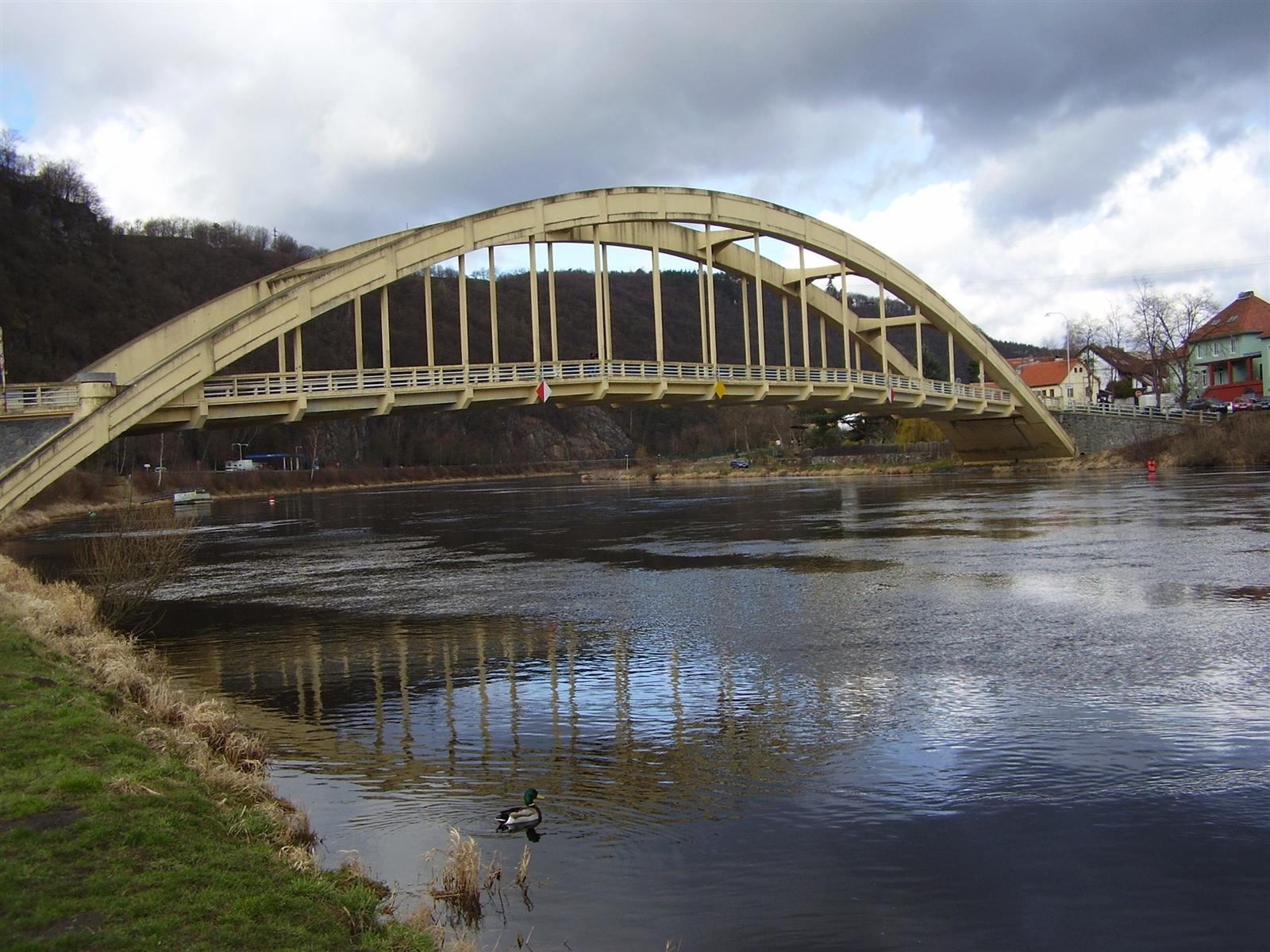
Мост Эдварда Бенеша

Считается, что именно в лесах Штеховице в 20—30-е годы XX века зародилось движение чешского трэмпинга (в период Дикого Запада в Америке трэмпами (от англ. tramp — бродяга) называли одиноких и подозрительных авантюристов). Основными причинами зарождения движения называют невозможность присоединиться к скаутскому движению и стремление чехов к романтике (желание играть на природе в свободную жизнь американских скитальцев и охотников-следопытов).
Помимо туристов и любителей отдыха на природе, Штеховице популярна и в среде кладоискателей. Согласно легенде, в подземельях, расположенных в окрестностях посёлка, скрыты большое количество ценностей (включая часть янтарной комнаты) и архивных материалов, которые были оставлены там бежавшими из Чехословакии нацистами в конце Второй мировой войны.

## Население
| Год  | Численность | Численность |
| ---- | ----------- | ----------- |
| 1869 | 1079        | [ 22 ]      |
| 1880 | 1061        | [ 22 ]      |
| 1890 | 1038        | [ 22 ]      |
| 1900 | 978         | [ 22 ]      |
| 1910 | 970         | [ 22 ]      |
| 1921 | 890         | [ 22 ]      |
| 1930 | 1054        | [ 22 ]      |
| 1950 | 1757        | [ 22 ]      |
| 1961 | 1743        | [ 22 ]      |
| 1970 | 1506        | [ 22 ]      |
| 1980 | 1465        | [ 22 ]      |
| 1991 | 1345        | [ 22 ]      |
| 2001 | 1318        | [ 22 ]      |
| 2014 | 1876        | [ 23 ]      |
| 2016 | 1960        | [ 24 ]      |
| 2017 | 1989        | [ 25 ]      |
| 2018 | 1986        | [ 26 ]      |
| 2019 | 2002        | [ 27 ]      |
| 2020 | 2042        | [ 28 ]      |
| 2021 | 2075        | [ 29 ]      |
| 2022 | 2116        | [ 30 ]      |
| 2023 | 2207        | [ 31 ]      |
| 2024 | 2224        | [ 32 ]      |
| 2025 | 2212        | [ 3 ]       |